# Daniel Spivak
Daniel Spivak (* 9. August 1988 in Netanja) ist ein israelisch-kanadischer Eishockeyspieler, der im Verlauf seiner aktiven Karriere größtenteils in Israel und später in den nordamerikanischen Minor Leagues spielte.

## Karriere
Daniel Spivak, der in Israel geboren wurde, aber im kanadischen Thornhill aufwuchs, begann seine Karriere bei den Markham Islanders in der  Greater Toronto Hockey League, einer regionalen Nachwuchsliga in der kanadischen Provinz Ontario. 2004 wurde er bei der OHL Priority Selection in Runde 11 als insgesamt 207. Spieler von Sarnia Sting gedraftet, ohne jedoch je für die Mannschaft zu spielen. Anschließend spielte er bis 2009 bei Stouffville Spirit in der Ontario Provincial Junior Hockey League. Daneben war er auch für verschiedene Vereine in der israelischen Eishockeyliga aktiv. Dabei konnte er 2005 mit dem HC Maccabi Amos Lod und 2007 und 2008 mit den Haifa Hawks Israelischer Meister werden. 2008 wechselte er zu den RIT Tigers, dem Team des Rochester Institute of Technology, mit dem er bis 2012 in der Division I der National Collegiate Athletic Association spielte. Dabei gewann er mit den Tigers 2010 und 2011 die Hauptrunde der Atlantic Hockey und konnte 2010 durch einen 6:1-Endspielsieg gegen die Sacred Heart Pioneers die Liga gewinnen. Im Folgejahr wurde das Playoffendspiel gegen die US Air Force Falcons mit 0:1 verloren. Auch 2012 wurde das Endspiel gegen das Team der Luftwaffenakademie erreicht, aber diesmal glatt mit 0:4 verloren. Daneben spielte er auch weiterhin in der israelischen Liga, die er mit dem HC Ma’alot 2010 gewinnen konnte.
Nach Beendigung seines Studiums spielte er zunächst einige Spiele für die Reading Royals in der ECHL, um dann die Saison 2012/13 bei den Fort Worth Brahmas in der Central Hockey League zu verbringen, wo er in das All-Rookie-Team der Liga gewählt wurde. Nachdem die Brahmas am Saisonende den Spielbetrieb einstellte, kehrte er in die ECHL zurück, wo er für die Gwinnett Gladiators auf dem Eis stand. Im Jahr 2015 stand er bei den Rochester Americans unter Vertrag, absolvierte aber kein Spiel für das Team und trat anschließend auf Vereinsebene nicht mehr in Erscheinung.

### International
Im Nachwuchsbereich stand Spivak 2007 bei der World Junior A Challenge für die Canada East, eine Auswahl der besten Spieler der Juniorenligen im Osten Kanadas, auf dem Eis und gewann mit der Mannschaft hinter Canada West und vor den USA die Silbermedaille.
Spivak debütierte für Israel bei der Weltmeisterschaft 2005 in der Division II, als den Israelis erstmals der Aufstieg in die Division I gelang. Dort waren die Männer mit dem Davidstern auf der Brust bei der Weltmeisterschaft 2006 aber überfordert und stiegen ohne Punktgewinn und mit einem Torverhältnis von 3:47 umgehend wieder ab. So spielte er auch 2007, 2008, 2009 und 2010, als er zum besten Spieler seiner Mannschaft gewählt wurde, 2012, 2014, als er erneut als bester Spieler seiner Mannschaft ausgezeichnet wurde, 2015, als er als Topscorer unter den Defensivspielern auch zum besten Verteidiger des Turniers gewählt wurde, 2016, 2017, 2018 und 2019 in der Division II. Bei der Weltmeisterschaft 2011 musste er mit den Israelis nach vorangegangenem Abstieg sogar in der Division III antreten, erreichte mit seiner Mannschaft den sofortigen Wiederaufstieg in die Division II, wozu er als bester Verteidiger des Turniers und Topscorer unter den Verteidigern maßgeblich beitrug. Zudem vertrat er seine Farben bei der Olympiaqualifikation für die Spiele in Sotschi 2014, wo die Israelis aber bereits in der Vorqualifikation scheiterten.

## Erfolge und Auszeichnungen
| - 2005 Israelischer Meister mit dem HC Maccabi Amos Lod - 2007 Israelischer Meister mit den Haifa Hawks - 2008 Israelischer Meister mit den Haifa Hawks | - 2010 Gewinn der College-Liga Atlantic Hockey mit dem Rochester Institute of Technology - 2010 Israelischer Meister mit dem HC Ma’alot - 2013 All-Rookie-Team der Central Hockey League |

### International
| - 2005 Aufstieg in die Division I bei der Weltmeisterschaft der Division II, Gruppe B - 2007 Silbermedaille bei der World Junior A Challenge mit Canada East - 2011 Aufstieg in die Division II bei der Weltmeisterschaft der Division III | - 2011 Bester Verteidiger bei der Weltmeisterschaft der Division III - 2015 Bester Verteidiger bei der Weltmeisterschaft der Division II, Gruppe B - 2019 Aufstieg in die Division II, Gruppe A bei der Weltmeisterschaft der Division II, Gruppe B |